# Restio aridus
Restio aridus är en gräsväxtart som beskrevs av Neville Stuart Pillans. Restio aridus ingår i släktet Restio och familjen Restionaceae. Inga underarter finns listade i Catalogue of Life.